# Clube Recreativo Desportivo Libolo (basket-ball)
Le Clube Recreativo Desportivo Libolo était un club angolais de basket-ball.

## Palmarès
- Champion d'Angola : 2012, 2014